# Saroj Khan

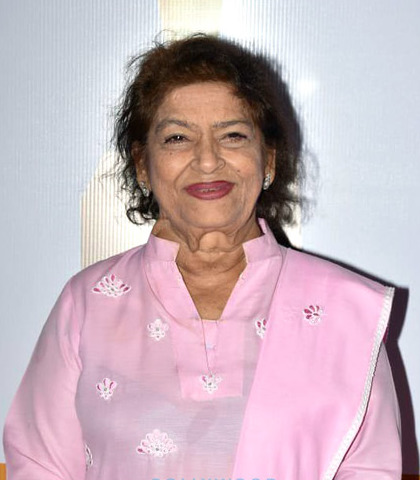
Saroj Khan (März 2020)

Saroj Khan (Marathi सरोज खान; geboren als Nirmala Nagpal am 22. November 1948 in Mumbai; gestorben am 3. Juli 2020 ebenda) war eine indische Choreografin.

## Leben
Saroj Khan kam im November 1948 als Nirmala Nagpal in Mumbai zur Welt. Ihr Vater war ein wohlhabender Unternehmer in Karatschi gewesen, der jedoch sein Vermögen durch die Teilung Indiens 1947 verloren hatte und nun in einem Slum in Mumbai lebte. Bereits als Kind zeigte sich Nagpal vom Tanzen begeistert. Um der Familie ein Zubrot zu verdienen, richteten es ihre Eltern ein, dass sie bereits als Dreijährige erste kleine Nebenrollen in Bollywood-Filmen hatte. Zu diesem Zeitpunkt nahm sie den Namen „Saroj“ an. Mit zehn Jahren wurde sie zur Backgroundtänzerin befördert und trat in dieser Funktion 1958 in dem Klassiker Howrah Bridge auf. Als ein Jahr später ihr Vater überraschend starb und ihre Mutter die alleinige Verantwortung für sechs Kinder hatte, geriet die Familie in arge finanzielle Probleme. Dadurch gefordert, nahm sie mit zwölf Jahren eine Anstellung als Assistentin des Choreografen B. Sohanlal an, mit dem sie an einigen der bedeutendsten Filmen jener Zeit zusammenarbeitete. Sohanlal wies sie auch in den klassischen indischen Tanzstil Kathak ein – Elemente klassischer indischer Tänze wurden später zu einem Markenzeichen von Khans Choreografien.
Mit 13 Jahren ging Saroj eine Beziehung mit Sohanlal ein, die sie später als Ehe bezeichnete. Aus der Beziehung gingen zwei Kinder hervor, die Sohanlal nur bedingt anerkannte, bevor er 1973 die Familie ganz verließ. Zwei Jahre später heiratete Saroj den Unternehmer Sardar Roshan Khan, der ihre beiden Kinder aus der ersten Beziehung adoptierte. Aus dieser Beziehung ging später ein weiteres Kind hervor. In der Zwischenzeit wurde sie von der Schauspielerin Sadhana Shivdasani für den Thriller Geeta Mera Naam engagiert, der das Regiedebüt von Sadhana darstellte. Mit Geeta Mera Naam gelang Khan der Durchbruch als Choreografin. In den 1980er Jahren arbeitete sie regelmäßig mit der Schauspielerin Sridevi für eine Reihe von erfolgreichen Filmen zusammen, darunter Mr. India (1987), Chandni (1989) und Lamhe (1991). Eine weitere erfolgreiche Kooperation hatte sie ab den späten 1980er Jahren mit der Schauspielerin Madhuri Dixit, unter anderem in Tezaab (1988), Beta (1992), Khal Nayak (1993) und Devdas – Flamme unserer Liebe (2002). Für ihr Werk erhielt sie diverse Auszeichnungen, darunter acht Filmfare Award und drei National Film Awards. Als erste Frau wurde ihr der Ehrentitel des masterji für besonders respektierte Choreografen zuteil.
Ab den 2000er Jahren war Khan regelmäßig als Jurorin in Tanzshows des indischen Fernsehens zu sehen. Parallel arbeitete sie weiterhin als Choreografin. So war sie beispielsweise 2007 an dem erfolgreichen Film Jab We Met – Als ich Dich traf beteiligt. Ihr Spätwerk entstand besonders in Zusammenarbeit mit Kajol, Urmila Matondkar und Aishwarya Rai. Ihr letztes Projekt war der Film Kalank (2019), für den sie erneut mit Madhuri Dixit zusammenarbeitete. Im Juni 2020 erlitt Khan einen Herzinfarkt und wurde in ein Krankenhaus in Mumbai eingeliefert, wo sie Anfang Juli 2020 im Alter von 71 Jahren starb. Sie hinterließ eine Tochter und einen Sohn sowie mehrere Enkelkinder. Ihre Karriere in Bollywood hatte bis dahin über 60 Jahre angedauert, während denen sie sich für über 2000 Choreografin verantwortlich gezeigt hatte. Nach Angabe der BBC ist sie durch die Beliebtheit ihrer Choreografien auch dafür verantwortlich, dass Bollywood-Tänze auch außerhalb Indiens populär wurden. 2012 war sie Subjekt eines Dokumentarfilms von Nidhi Tuli. Ihr Sohn Raju Khan ist ebenfalls als Choreograf aktiv.

## Auszeichnungen
- 1989: Filmfare Award in der Kategorie „Beste Choreografie“ für das Lied Ek Do Teen Char in Tezaab
- 1990: Filmfare Award in der Kategorie „Beste Choreografie“ für das Lied Na Jaane Kahan Se in ChaalBaaz
- 1991: Filmfare Award in der Kategorie „Beste Choreografie“ für das Lied Humko Aaj Kal Hai Intezaar in Sailaab
- 1993: Filmfare Award in der Kategorie „Beste Choreografie“ für das Lied Dhak Dhak Karne Laga in Beta
- 1994: Filmfare Award in der Kategorie „Beste Choreografie“ für das Lied Choli Ke Peeche in Khal Nayak
- 1996: Star Screen Award in der Kategorie „Beste Choreografie“ für den Film Prem
- 2000: Filmfare Award in der Kategorie „Beste Choreografie“ für das Lied Nimbooda Nimbooda in Ich gab Dir mein Herz, Geliebter
- 2000: International Indian Film Academy Award in der Kategorie „Beste Choreografie“ für das Lied Nimbooda Nimbooda in Ich gab Dir mein Herz, Geliebter
- 2000: Star Screen Award in der Kategorie „Beste Choreografie“ für das Lied Nimbooda Nimbooda in Ich gab Dir mein Herz, Geliebter
- 2000: Zee Cine Award in der Kategorie „Beste Choreografie“ für das Lied Nimbooda Nimbooda in Ich gab Dir mein Herz, Geliebter
- 2002: National Film Award in der Kategorie „Best Choreografie“ für das Lied Dola Re Dola in Devdas – Flamme unserer Liebe
- 2003: Bollywood Movie Award in der Kategorie „Beste Choreografie“ für den Film Devdas – Flamme unserer Liebe
- 2003: Filmfare Award in der Kategorie „Beste Choreografie“ für das Lied Dola Re Dola in Devdas – Flamme unserer Liebe
- 2003: International Indian Film Academy Award in der Kategorie „Beste Choreografie“ für das Lied Dola Re Dola in Devdas – Flamme unserer Liebe
- 2003: Star Screen Award in der Kategorie „Beste Choreografie“ für das Lied Dola Re Dola in Devdas – Flamme unserer Liebe
- 2003: Zee Cine Award in der Kategorie „Beste Choreografie“ für das Lied Maar Dala in Devdas – Flamme unserer Liebe
- 2005: National Film Award in der Kategorie „Best Choreografie“ für den Film Sringaram
- 2007: National Film Award in der Kategorie „Best Choreografie“ für das Lied Yeh Ishq Haaye in Jab We Met – Als ich Dich traf
- 2008: Filmfare Award in der Kategorie „Beste Choreografie“ für das Lied Barso Re Megha in Guru